# Andragradsfunktion
En andragradsfunktion är en polynomfunktion av andra graden.

## Andragradsfunktioner av en variabel
Grafen till en andragradsfunktion 
{\displaystyle f(x)=ax^{2}+bx+c}

av en variabel är en parabel. Andragradskurva används ibland felaktigt som synonymt med grafen till en andragradsfunktion. Grafen till en andragradsfunktion är en andragradskurva, men en andragradskurva måste inte vara grafen till en andragradsfunktion av en variabel.
Om a > 0 har funktionen en minimipunkt och går mot {\displaystyle \infty } då x går mot {\displaystyle \pm \infty }
Om a < 0 har funktionen en maximipunkt och går mot {\displaystyle -\infty } då x går mot {\displaystyle \pm \infty }
Minimum/maximum-punkten kallas funktionsgrafens vertex och linjen parallell med y-axeln genom vertex, kallas grafens symmetrilinje.
Genom kvadratkomplettering kan andragradsfunktionen av en variabel skrivas som
{\displaystyle f(x)=ax^{2}+bx+c=a\left(x^{2}+{\frac {b}{a}}x+{\frac {c}{a}}\right)=}
{\displaystyle a\left(\left(x+{\frac {b}{2a}}\right)^{2}+{\frac {c}{a}}-\left({\frac {b}{2a}}\right)^{2}\right)=}
{\displaystyle a\left(x+{\frac {b}{2a}}\right)^{2}+c-{\frac {b^{2}}{4a}}}
Funktionens minimum eller maximum uppnås då kvadraten är noll, det vill säga då
{\displaystyle (x,\,f(x))=\left(-{\frac {b}{2a}},\,c-{\frac {b^{2}}{4a}}\right)}
Dessutom visar ekvationen att graferna till alla andragradsfunktioner av en variabel är likformiga.

## Andragradsfunktioner av flera variabler
Andragradsfunktioner kan generellt skrivas på formen
{\displaystyle f(x)=\sum a_{i}x_{i}^{2}+\sum _{i>j}b_{ij}x_{i}x_{j}+\sum c_{i}x_{i}+d}
där {\displaystyle a_{i}}, {\displaystyle b_{ij}}, {\displaystyle c_{i}} och {\displaystyle d} är konstanter och minst ett {\displaystyle a_{i}} är nollskilt.